# BeatStars
BeatStars  — це глобальна  платформа ліцензування музики  на основі передплати, де музиканти та продюсери співпрацюють, ліцензують і розповсюджують свою роботу багатьом сторонам за допомогою різноманітних невиключних і ексклюзивних типів ліцензій.   Засновник Ейб Батшон створив модель BeatStars, щоб створювати власну музику, перш ніж запустити її як бізнес у 2008 році.  

## Історія
Засновник, Ейб Батшон, виріс у районі Іст-Бей і познайомився з хіп-хопом з раннього дитинства.   Як автор пісень у чатах AOL середини 1990-х років, не маючи змоги дозволити собі високі ціни на купівлю бітів у продюсерів, він запропонував платити менше, ніж продажна ціна, за умови, що продюсер може продати той самий біт іншим.   Через роки ця концепція оренди не ексклюзивної роботи багатьом клієнтам лягла в основу BeatStars. 
Batshon розпочав створення BeatStars у 2008 році. Він починався як хіп-хоп сайт, але тепер включає всі жанри музики. 

## Бізнес-модель
BeatStars зі штаб-квартирою в  Остіні  ,  штат Техас  , запущений у 2008 році, є онлайн-ринком музики на основі передплати, де артисти та продюсери можуть співпрацювати, брати напрокат і розповсюджувати свою музику багатьом клієнтам за невиключними ліцензіями.   Він працює як платформа для продюсерів і художників для спільного створення робіт.  У BeatStars наразі діють як безкоштовні, так і платні моделі підписки.  Ліцензії можуть налаштовуватися постачальниками, найпоширенішою операцією є невиключна ліцензія на виробництво, де ліцензіат контролює основну версію.   Продюсери, як правило, контролюють адміністрування видання, вирішують умови та ціни, а продюсер і автор пісень порівну ділять дохід автора.  BeatStars також пропонує розподіл співавторів, що дозволяє користувачам додавати співавторів до своєї роботи та автоматично ділитися з ними прибутком після запуску.  Продукти включають плани Free, Marketplace і Pro Page, а також кілька інструментів, які працюють на всій платформі, наприклад Blaze Player — інструмент для відтворення та купівлі музики,  і Beat ID - інструмент ідентифікації музики. У 2020 році BeatStars створила BeatStars Publishing, партнерство з  Sony Music Publishing  , відкрите для будь-якого незалежного автора пісень і продюсера, яке надає глобальну онлайн-службу керування, що дозволяє користувачам реєструвати свою музику та отримувати гонорари за управління своїми публікаціями. 

## Вплив
У 2019 році репер  Lil Nas X  використав біт, придбаний у продюсера  YoungKio  на BeatStars, у своєму кантрі/треп ф’южн-треку «  Old Town Road  », який згодом побив рекорди, провівши 19 тижнів під номером один у  Billboard Hot 100. 
BeatStars та інші подібні музичні онлайн-сервіси допомогли демократизувати  хіп-хоп  і музичний ландшафт, а також популяризувати використання біт-типу в музичному виробництві, коли продюсери позначають схожість виконавця на своїй музиці для оптимізації пошукових систем. 
У 2021 році BeatStars увійшла до  Fast Company  списку десяти найбільш інноваційних музичних компаній року. 
BeatStars та інші подібні музичні онлайн-сервіси допомогли демократизувати  хіп-хоп  і музику, а також популяризувати використання ритмів у музичному виробництві, коли продюсери позначають схожих виконавців у своїх піснях для покращення пошукової оптимізації. 
У 2021 році BeatStars увійшла до списку десяти найбільш інноваційних музичних компаній року за версією Fast Company. 